# 格罗莫夫–威滕不变量
辛拓扑和代数几何中，格罗莫夫–威滕（GW）不变量是有理数，某些情形下可计算在给定辛流形中符合给定条件的伪全纯曲线。GW不变量可打包为适当空间中的同调或上同调类，或量子上同调的上积。这些不变量可用于区分辛流形（以前无法区分），在闭IIA型弦论中起着至关重要的作用。它们得名于米哈伊尔·格罗莫夫和爱德华·威滕。
格罗莫夫-威滕不变量的严格数学定义冗长而困难，在稳定映射条目中单独讨论。本文的重点在直观解释不变量的含义、计算方法及其重要性。

## 定义
考虑：
- X：2k维闭辛流形；
- A：X中的2维同调类；
- g：非负整数；
- n：非负整数。

现在定义与4元组{\displaystyle (X,\ A,\ g,\ n)}相关的格罗莫夫–威滕不变量。令{\displaystyle {\overline {\mathcal {M}}}_{g,n}}为亏格为g、有n个标记点的曲线的德利涅-芒福德模空间，令{\displaystyle {\overline {\mathcal {M}}}_{g,n}(X,A)}表示对X上某与其辛形式相容的殆复结构J，到X的A类稳定映射的模空间。{\displaystyle {\overline {\mathcal {M}}}_{g,n}(X,A)}的元素具有如下形式：
{\displaystyle (C,x_{1},\ldots ,x_{n},f),}
其中C是（不必稳定）曲线，有n个标记点{\displaystyle x_{1},\ \dots ,\ x_{n}}与伪全纯的{\displaystyle f:\ C\to X}。模空间的实维度为
{\displaystyle d:=2c_{1}^{X}(A)+(2k-6)(1-g)+2n.}
令
{\displaystyle \mathrm {st} (C,x_{1},\ldots ,x_{n})\in {\overline {\mathcal {M}}}_{g,n}}
表示曲线的稳定化。置
{\displaystyle Y:={\overline {\mathcal {M}}}_{g,n}\times X^{n},}
具有实维度{\displaystyle 6g-6+2(k+1)n}。有求值映射
{\displaystyle {\begin{cases}\mathrm {ev} :{\overline {\mathcal {M}}}_{g,n}(X,A)\to Y\\\mathrm {ev} (C,x_{1},\ldots ,x_{n},f)=\left(\operatorname {st} (C,x_{1},\ldots ,x_{n}),f(x_{1}),\ldots ,f(x_{n})\right).\end{cases}}}
求值映射将{\displaystyle {\overline {\mathcal {M}}}_{g,n}(X,A)}的基本类送到Y中的d维有理同调类，记作
{\displaystyle GW_{g,n}^{X,A}\in H_{d}(Y,\mathbb {Q} ).}
从某种意义上说，这个同调类就是对于X，数据为g、n、A的格罗莫夫–威滕不变量，是辛流形X的辛同痕类的不变量。
要从几何角度解释格罗莫夫–威滕不变量，令β为{\displaystyle {\overline {\mathcal {M}}}_{g,n}}中的同调类，{\displaystyle \alpha _{1},\ldots ,\alpha _{n}}为X中的同调类，使{\displaystyle \beta ,\alpha _{1},\ldots ,\alpha _{n}}的余维之和为d。根据克奈公式，这些都会在Y中产生同调类。置
{\displaystyle GW_{g,n}^{X,A}(\beta ,\alpha _{1},\ldots ,\alpha _{n}):=GW_{g,n}^{X,A}\cdot \beta \cdot \alpha _{1}\cdots \alpha _{n}\in H_{0}(Y,\mathbb {Q} ),}
其中{\displaystyle \cdot }表示Y的有理同调中的交积。这是一个有理数，即给定类的格罗莫夫–威滕不变量。这个数字给出了伪全纯曲线（A类中，亏格为g，域位于德利涅-芒福德空间的β部分，有n个标记点映射到表示{\displaystyle \alpha _{i}}的循环）的“虚拟”计数。
简单说，GW不变量就是计算有多少条曲线同X的n个选定子流形相交。然而，由于计数的“虚拟”性，它不一定是自然数。因为稳定映射的空间是轨形，其各向同性点可为不变量贡献非整数值。
这种构造有多种变体，如用上同调取代同调，用积分取代交，从德利涅-芒福德空间拉回的陈类也被积分，等等。

## 计算技巧
格罗莫夫–威滕不变量通常很难计算。虽然它们是为任何一般殆复结构J定义的，其中{\displaystyle {\bar {\partial }}_{j,J}}算子的线性化D是满射，但实际上必须针对特定的选定J计算。事实上，计算通常是在凯勒流形上利用代数几何技术进行的。
然而，特殊的J可能诱导非满射的D，从而使得伪全纯曲线的模空间大于预期。粗略地说，我们可以通过从D的余核形成向量丛（称作阻碍丛，obstruction bundle），然后将GW不变量变为阻碍丛的欧拉类的积分，以纠正这种影响。要精确化这一思想，需要利用仓西结构进行大量技术论证。
主要的计算技术是局部化，适用于X是环面的状况，即它是由复环面作用的，或至少是局部环面的。然后，我们可以利用阿蒂亚-博特定点定理将GW不变量的计算简化（局部化）为对作用定点轨迹的积分。
另一种手法是利用辛技术，将X同其他空间联系起来，其GW不变量更容易计算。当然，必须首先了解不变量在辛技术中的表现。这时，我们常用更复杂的相对GW不变量，即沿着X的实维度为2的辛子流形，计算满足切线条件的曲线。

## 相关不变量与其他构造
GW不变量与几何中许多其他概念密切相关，如辛范畴中的唐纳森不变量与塞伯格-威滕不变量、代数范畴中的唐纳森-托马斯理论等。对紧辛4-流形，克利福德·陶布斯证明，GW不变量的一个变体等价于塞伯格-威滕不变量。人们猜想代数3-流形包含与整数值唐纳森-托马斯不变量相同的信息。物理方面的考虑也产生了戈帕库马尔-瓦法不变量，目的是为典型的有理GW理论提供底层整数计数。戈帕库马尔-瓦法不变量目前还没有严格的数学定义，这也是该课题的主要问题之一。
光滑射影簇的GW不变量可完全定义在代数几何中。平面曲线与齐次空间有理曲线的经典枚举几何都可用GW不变量来捕捉。不过，GW不变量与经典枚举计数的主要优势在于，其在目标的复结构变形时是不变的。GW不变量还提供了辛流形或射影流形上同调环中积结构的变形，可被组织起来构造流形X的量子上同调环，则是普通上同调的变形。变形积的结合性，本质上来自用于定义不变量的稳定映射的模空间的自相似。
众所周知，量子上同调环同构于辛弗洛尔同调及其裤对积（pair-of-pants product）。

## 在物理学中的应用
GW不变量在弦论中很热门。弦论试图统一广义相对论与量子力学。其中万事万物都是由微小的弦构成的。弦在时空中穿行时，会描绘出一个面，称作弦的世界面。不幸的是，这种参数化面的模空间是无穷维的（至少先验地是）；其上没有已知的适当测度，于是这种理论的路径积分表述缺乏严格定义。
在称作闭A模型的变体中，情况有所改善。这里有6个时空维度，构成了辛流形，而可证明世界面必由伪全纯曲线参数化，其模空间是有限维的。作为模空间上的积分，GW不变量就是这种理论的路径积分。特别是，A模型在亏格为g时的自由能是亏格为g的GW不变量的母函数。

## 阅读更多
- Moduli Spaces of Genus-One Stable Maps, Virtual Classes and an Exercise of Intersection Theory - Andrea Tirelli
- Kock, Joachim; Vainsencher, Israel. . New York: Springer. 2007. ISBN 978-0-8176-4456-7. A nice introduction with history and exercises to the formal notion of moduli space, treats extensively the case of projective spaces using the basics in the language of schemes.
- Vakil, Ravi. .  1947. Springer. 2006: 143–198. Bibcode:2006math......2347V. arXiv:math/0602347 . doi:10.1007/978-3-540-79814-9_4.
- Notes on stable maps and quantum cohomology

### 研究论文
- Gromov-Witten theory of schemes in mixed characteristic